# Uwe Muegge
Uwe Muegge (* 1960 in Stuttgart) ist ein deutscher Übersetzungswissenschaftler und Terminologe. Er lehrt am Monterey Institute of International Studies und ist derzeit im Vorstand des Sprachdienstleisters CSOFT.

## Leben
Muegge erhielt seinen akademischen Abschluss in Anglistik, Amerikanistik und Politikwissenschaft an der Eberhard Karls Universität Tübingen. Außerdem hat Muegge einen Master of Arts in Telekommunikation und Film von der University of Oregon sowie einen Master of Arts in Übersetzungswissenschaften (Deutsch) vom Monterey Institute of International Studies. Er gilt als Pionier der automatischen Sprachverarbeitung und Cloud-basierten, computergestützten Übersetzung sowie als Experte für Automatisierungsprozesse in den Bereichen Terminologieverwaltung, Übersetzung und Lokalisierung. Darüber hinaus gilt seine Internetseite als Beispiel für einen Internationalisierungsansatz. Die Website verwendet maschinelle Übersetzung, um Versionen des Inhaltes in anderen Sprachen zu generieren.
Während seines beruflichen Werdegangs hat Muegge u. a. mit global agierenden Unternehmen, wie z. B. Daimler, SAP oder Medtronic zusammengearbeitet. Neben seiner Tätigkeit im Vorstand von CSOFT, lehrt Muegge Computergestützte Übersetzung und Terminologiemanagement am Monterey Institute of International Studies. Uwe Muegge ist mit Christine Muegge verheiratet, mit der er drei Töchter hat.

## Beitrag zur Übersetzungswissenschaft
Muegge entwickelte eine Reihe von Verfahren und Werkzeugen, welche die Produktivität und Qualität verschiedener Schritte im Übersetzungsprozess erhöhen. Hierzu zählt etwa die automatische Extraktion von Terminologie und Wörterbucherstellung. Einer seiner Lösungsansätze wurde von der Schweizerischen Bundeskanzlei besser als die Lösung des Marktführers in diesem Bereich bewertet. Darüber hinaus erarbeitete er verschiedene kontrollierte Sprachen. In diesem Zusammenhang ist Controlled Language Optimized for Uniform Translation zu nennen, ein Regelwerk, welches das Verfassen eines Textes ermöglicht, der maschinell übersetzt werden kann. Muegge hat ebenfalls ein Verfahren zur Integration von Tools zur maschinellen Übersetzung in Translation Memory-Systeme entwickelt. Außerdem hat er eine Modelllösung für die Spezifizierung von Übersetzungsaufträgen verfasst.

## Publikationen (Auswahl)
- beteiligt an: Verfahren zur Erstellung projektbezogener Terminologielisten. Patent ID: DE19923570.8. 1998
- Terminology work: Tools and processes that make a difference. ATA Chronicle 4, 2000, S. 15–20.
- The best of two worlds. Integrating machine translation into standard translation memories. A universal approach based on the TMX standard. Language International 6, 2001, S. 26–29.
- Mit automatischer Terminologieextraktion schneller zu besseren Übersetzungsergebnissen. In: Elisabeth Gräfe (Hrsg.): Frühjahrstagung 2001 in Bremen. Zusammenfassung der Referate, Stuttgart 2001: tekom, S. 50–51.
- Möglichkeiten für das Realisieren einer einfachen Kontrollierten Sprache. Lebende Sprachen 3, 2002. S. 110–114.
- Translation Contract. A standards-based model solution. Bloomington: AuthorHouse, 2005. ISBN 978-1-4184-1636-2.
- beteiligt an: How to optimize translations & accelerate time to market: Aligning people, processes and technology to improve quality and speed to market. Merrill Brink International, 2006
- Fully automatic high quality machine translation of restricted text: A case study. In: Translating and the computer 28. Proceedings of the twenty-eighth international conference on translating and the computer. S. 16–17, London, November 2006: Aslib. ISBN 978-0-85142-483-5.
- Why manage terminology? Ten quick answers. Globalization Insider 7. 2007
- Controlled language: the next big thing in translation?. ClientSide News Magazine 7, 2007. S. 21–24.
- Automatische Terminologieextraktion. In Peter A. Schmitt, Heike E Jüngst (Hrsg.): Translationsqualität. Frankfurt, 2007: Peter Lang, S. 712–726, ISBN 978-3-631-57187-3.
- Wie mit proaktivem Terminologiemanagement Übersetzungen auf Knopfdruck möglich werden. In F. Mayer (Hrsg.): Terminologie und Fachkommunikation, Köln: Deutscher Terminologie-Tag, 2008. S. 115–121, ISBN 978-3-9812245-0-4.
- Dispelling the myths of machine translation. tcworld 4, 2008. S. 22–25.
- Why terminology management plays a critical role in international launches. CSOFT International, 2009
- Controlled language – does my company need it? tcworld 2, 2009, S. 16–19